# Brâncovenești, Mureș
Brâncovenești (mai demult Ieciu și Delavrancea, în maghiară Marosvécs, Vécs, în germană Wetsch) este satul de reședință al comunei cu același nume din județul Mureș, Transilvania, România.

## Originea numelui
În timpurile vechi, românii au folosit toponimul Ieciu sau Ieci, care după Unire a fost schimbat prin hotărâre în Brancovenești, onorând martirul Sava Brancovici. Sfântul mitropolit Brancovici a fost persecutat religios de unguri din cauza credinței sale strămoșești, a fost închis pentru o perioadă în castelul vechi din Ieciu, apoi omorât la Alba Iulia. Drept urmare, după reîntregirea României, satul a fost numit Brancovenești. Însă a purtat acest nume numai până 1927, pentru că ungurii (care au avut un așa-numit cerc literar în castel) erau deranjați de spectrul sfântului martir român pe care l-au ucis, și au cerut schimbarea numelui în Delavrancea. Autoritățile de la București, care nu cunoșteau istoria satului, au aprobat noul nume. Denumirea de Brancovenești a fost interzisă în perioada horthyistă și apoi în vremea existenței Regiunii Autonome Maghiare. În 1974, satul și-a recăpătat numele de Brancovenești (care s-a transformat între timp în Brâncovenești din cauza similitudinii de mult mai cunoscutul nume al domnitorului Constantin Brâncoveanu).[nefuncțională]

## Localizare
Localitatea este situată pe malul râului Mureș, pe drumul național DN15 Târgu-Mureș - Reghin - Toplița.

## Istoric
Satul Ieciu este atestat documentar în anul 1228. În urma apariției legii nr.59 din 1974 privind sistematizarea teritoriului, numele satului Ieciu a fost schimbat în Brâncovenești.

## Personalități
- Csaba Németh, senator

## Date geologice
Pe teritoriul satului există izvoare de apă sărată.

## Obiective turistice
Fortificația romană din Brâncovenești a fost construită pe o terasă înaltă deasupra râului Mureș, în apropierea castelului actual. Lângă acest castru (castrum romanum) era o localitate romană unde trăia populația care a făcut parte din deservirea armatei. Potrivit cercetărilor recente fortificația a fost de mărime mai restrânsă, însă a fost destul loc pentru o armată de câteva sute de soldați care au avut rolul de a opri invazia barbarilor și de a informa legiunile din interiorul țării despre situația de la limes. 
Din inițiativă regală a fost construit în secolul al XIII-lea o cetate cu șanțuri din ruinele fortificației romane care în anul 1228 era finalizată, deoarece din această perioada provine prima menționare scrisă a cetății sub forma unei diplome regale. Se presupune că această cetate a fost distrusă de marea năvălire mongolă din 1242.
Din inițiativa contelui János Kemény, purtând același nume ca și strămoșul său János Kemény, în 1926 a invitat în castelul său 28 dintre cele mai proeminente personaje literare maghiare din România, dar care au decis să nu participe și au acceptat soarta minoritară. La castelul de la Brâncovenești a fost fondată asociația culturală Helikon, la reuniunile căreia au participat Áprily Lajos, Berde Mária, Jenő Dsida, Jékely Zoltán, Károly Kós, Aladár Kuncz, József Nyírő , Sándor Reményik, Szemlér Ferenc, Tamási Áron, László Tompa, Albert Wass și mulți alții.
Castelul are un plan plan pătrat cu curte interioară și turnuri pe colț, dintre care două de dimensiuni mai mari și două mai mici. Clădirea a căpătat forma renascentistă în cadrul lucrărilor din 1537, respectiv 1555. Ancadramentele ferestrelor actuale fac parte dintre elementele renascentiste rămase. Restaurarea castelului din 1816 condus de István Möller din inițiativa baronului Miklós Kemény a condus la modificări ireversibile, deoarece au fost construite noi structuri, cum ar fi bastionul mare. Deasupra intrării în castel se află un balcon pe console de piatră, console ce se întâlnesc și la etajele turnurilor. Intrarea se face pe partea nordică pe un podeț care traversează șanțul ce înconjoară clădirea. 

#### Masa Helikon

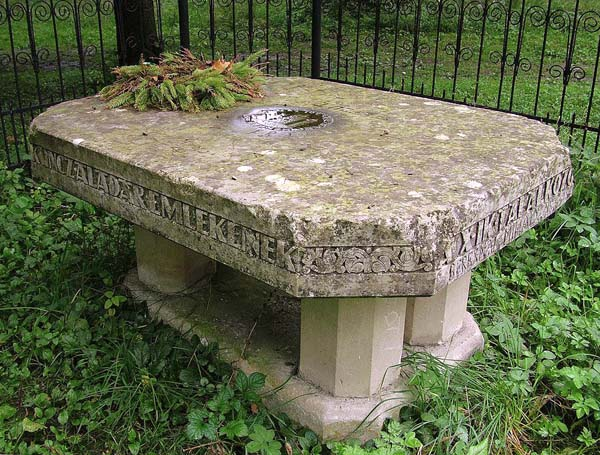
In memorian Aladár Kuncz

În parcul Castelului Kemény se află Masa Helikon, o masă sculptată în anul 1935, în memoria lui Aladár Kuncz, de arhitectul și scriitorul Károly Kós, membru și el al Cercului Helikon. În jurul mesei din grădină erau ținute în fiecare vară evenimentule cercului Helikon. Se poate citi următorul: "...masa de piatră de la castelul Kemeny din Brâncovenești, unde se întâlneau între cele două războaie cei de la Revista Erdelyi Helikon, tocmai propagând ideea unei literaturi ardelene de limbi și origini culturale diferite."

#### Mormântul lui Albert Wass

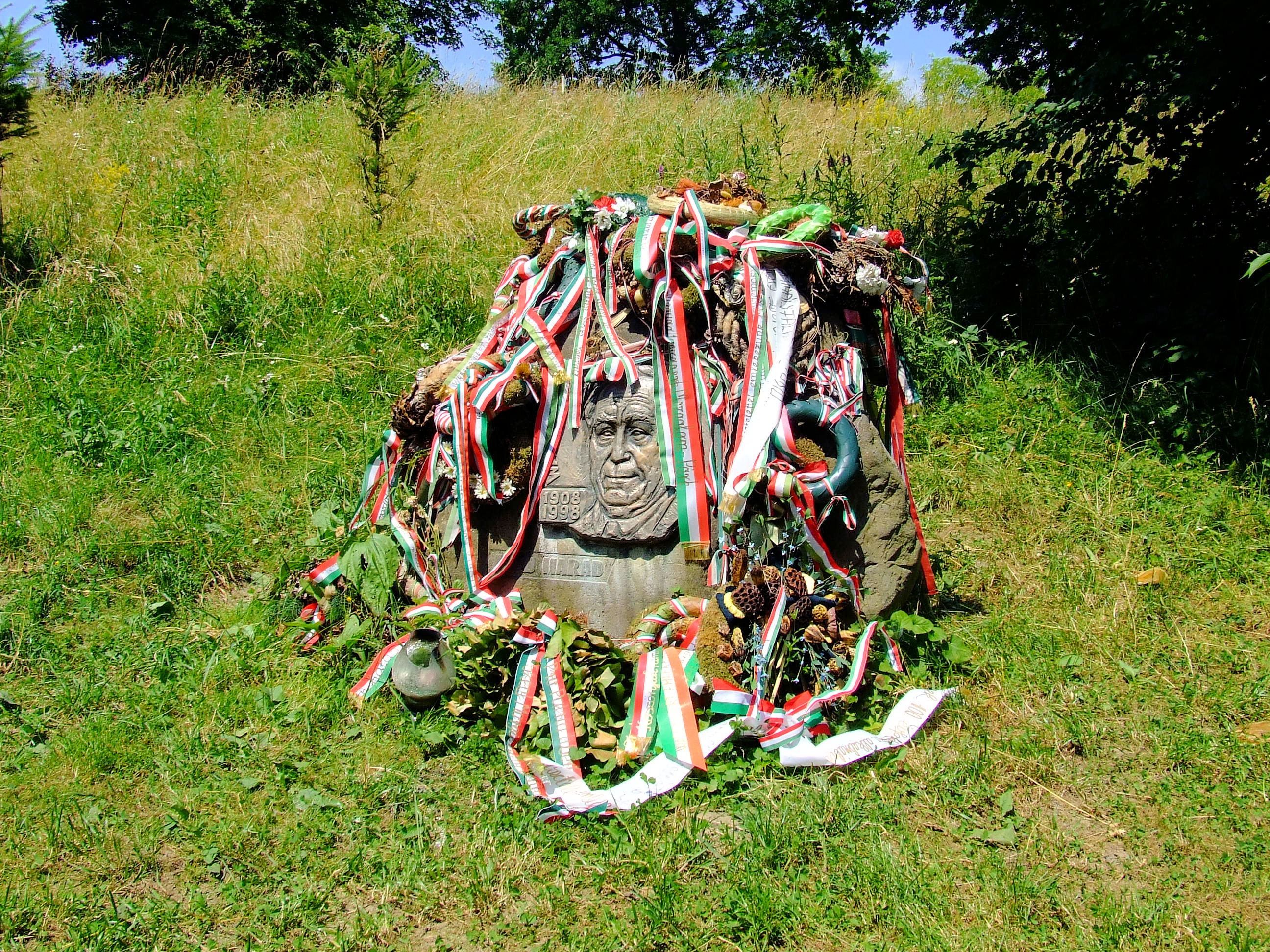
Monumentul lui Wass

O parte din cenușa scriitorului maghiar din Transilvania, care a trăit ultima parte a vieții în emigrație în Statele Unite, au fost aduse la Brâncovenești și așezate cu acordul familiei Kemény în parcul castelului aproape de Masa Helikon într-o piatră imensă cu inscripția "A kő marad!" (în română Piatra rămâne!).

### Biserica Reformată
Biserica reformată actuală datează din 1727.

### Moara
Moara, retrocedată familiei Kemény, este una din cele puține din zonă care a păstrat forma și utilajele de la începutul secolului al XX-lea, fabricate la Budapesta.

## Oraș înfrățit
- Diósd, Ungaria

## Imagini

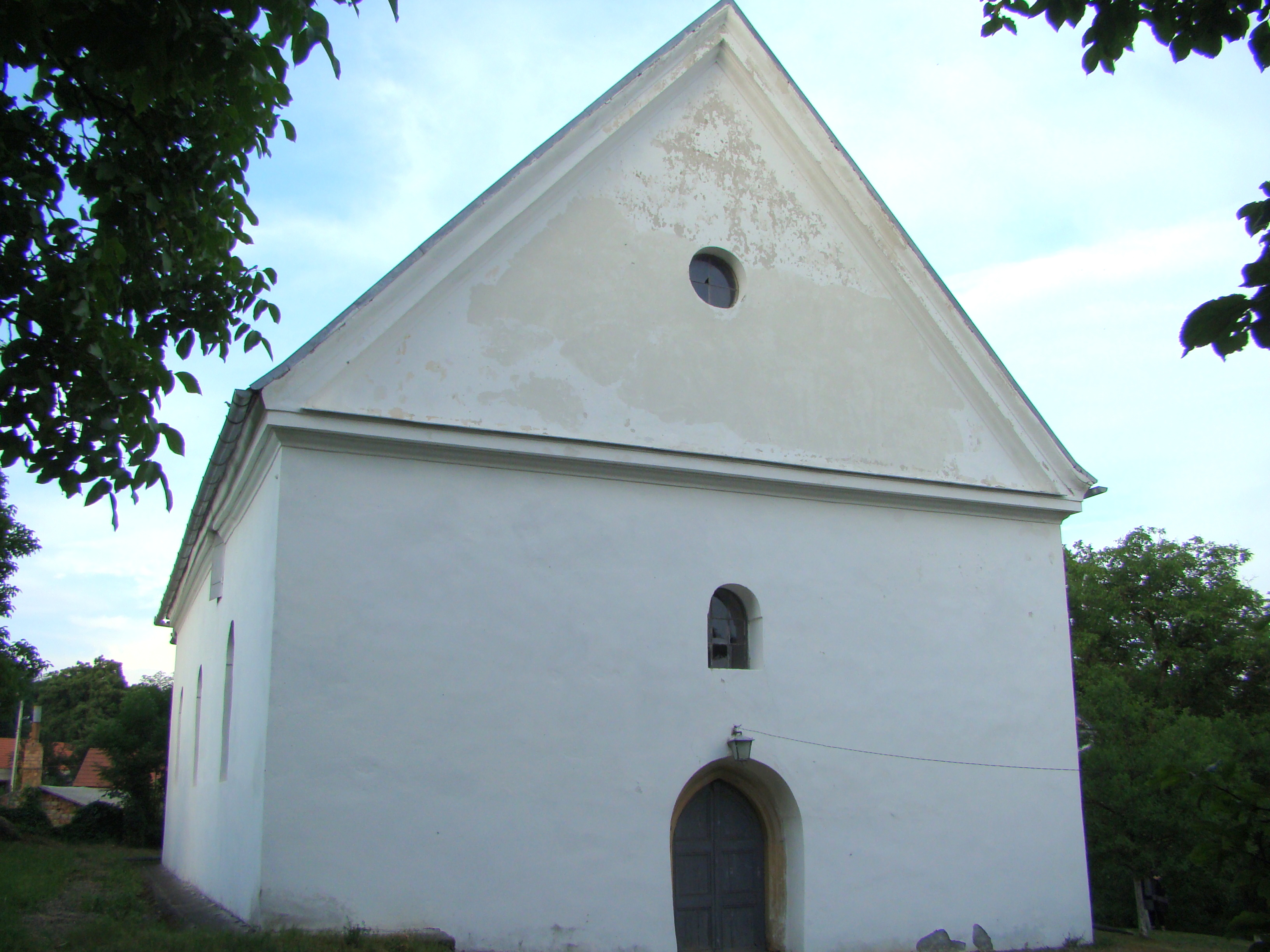
Biserica reformată (monument istoric)
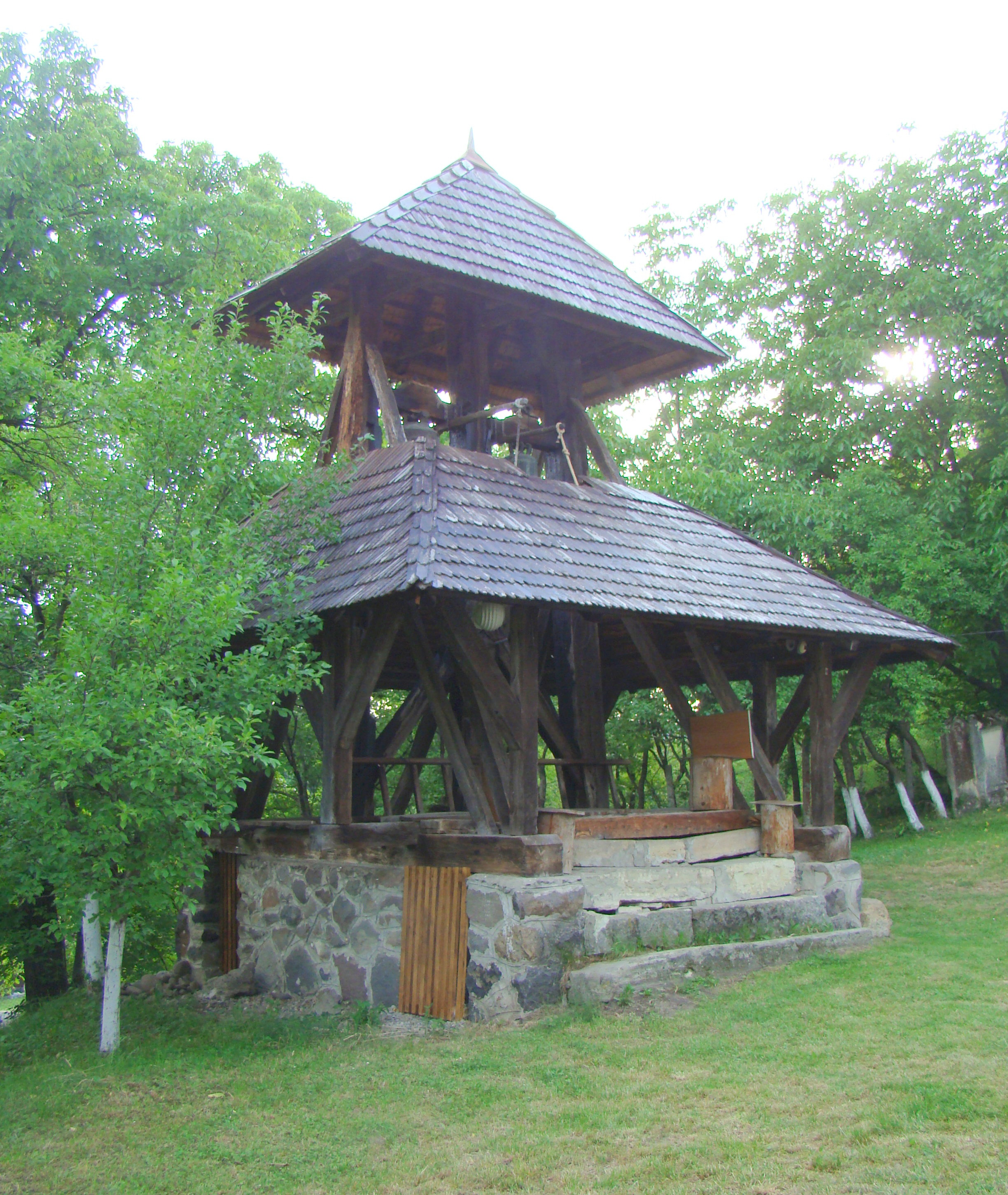
Clopotnița de lemn a bisericii reformate
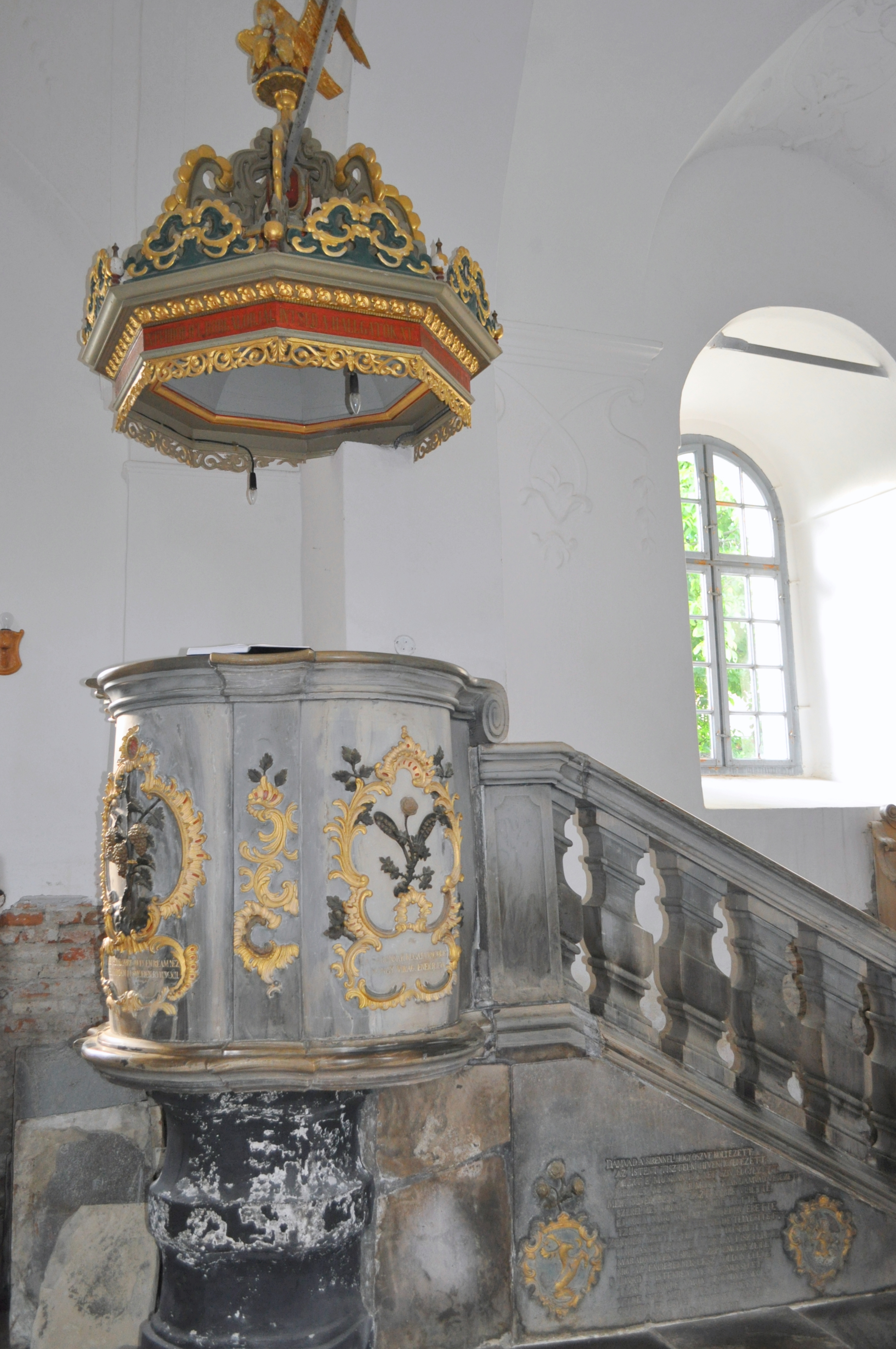
Amvonul
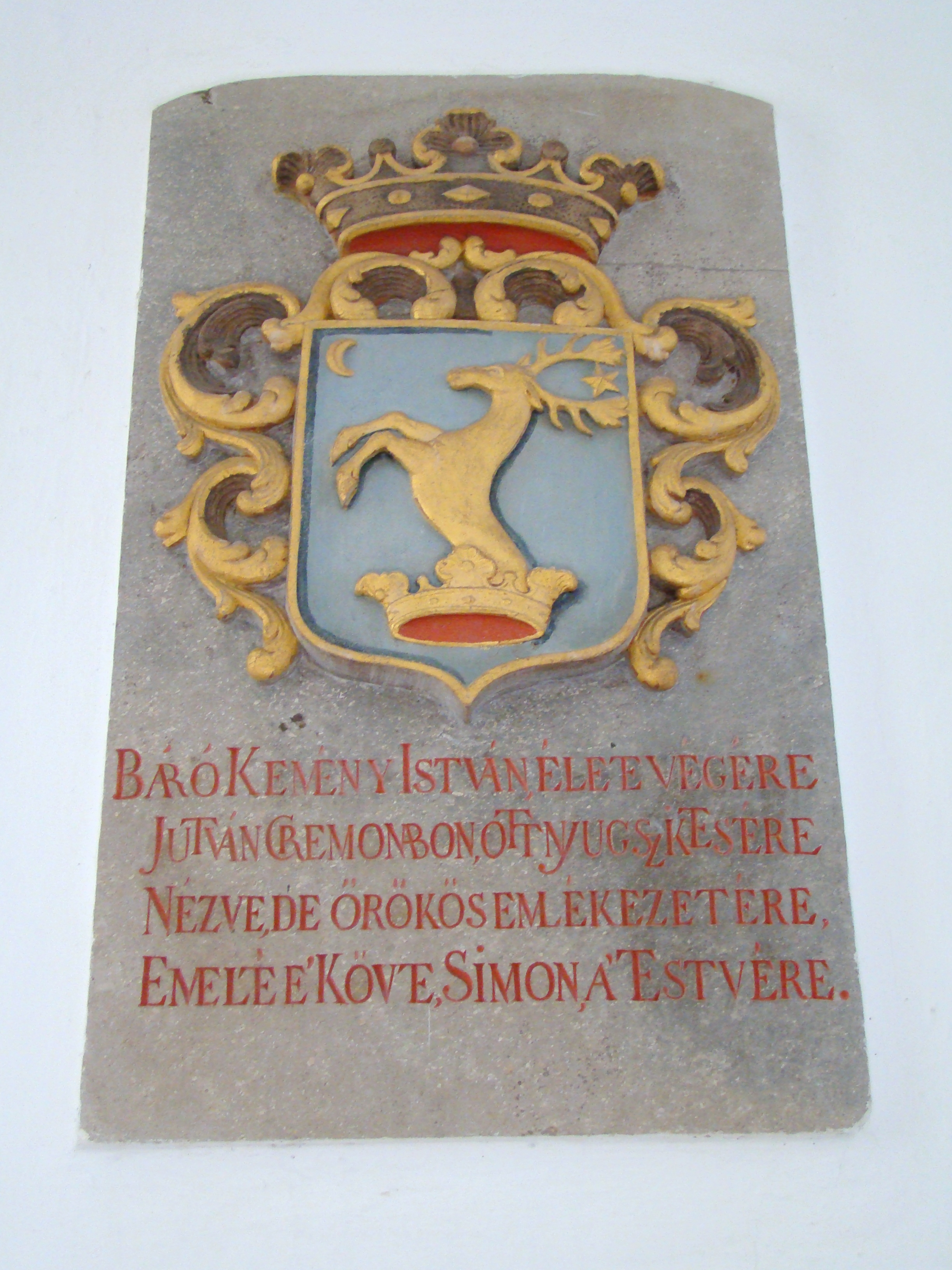
Blazonul familiei nobiliare Kemény
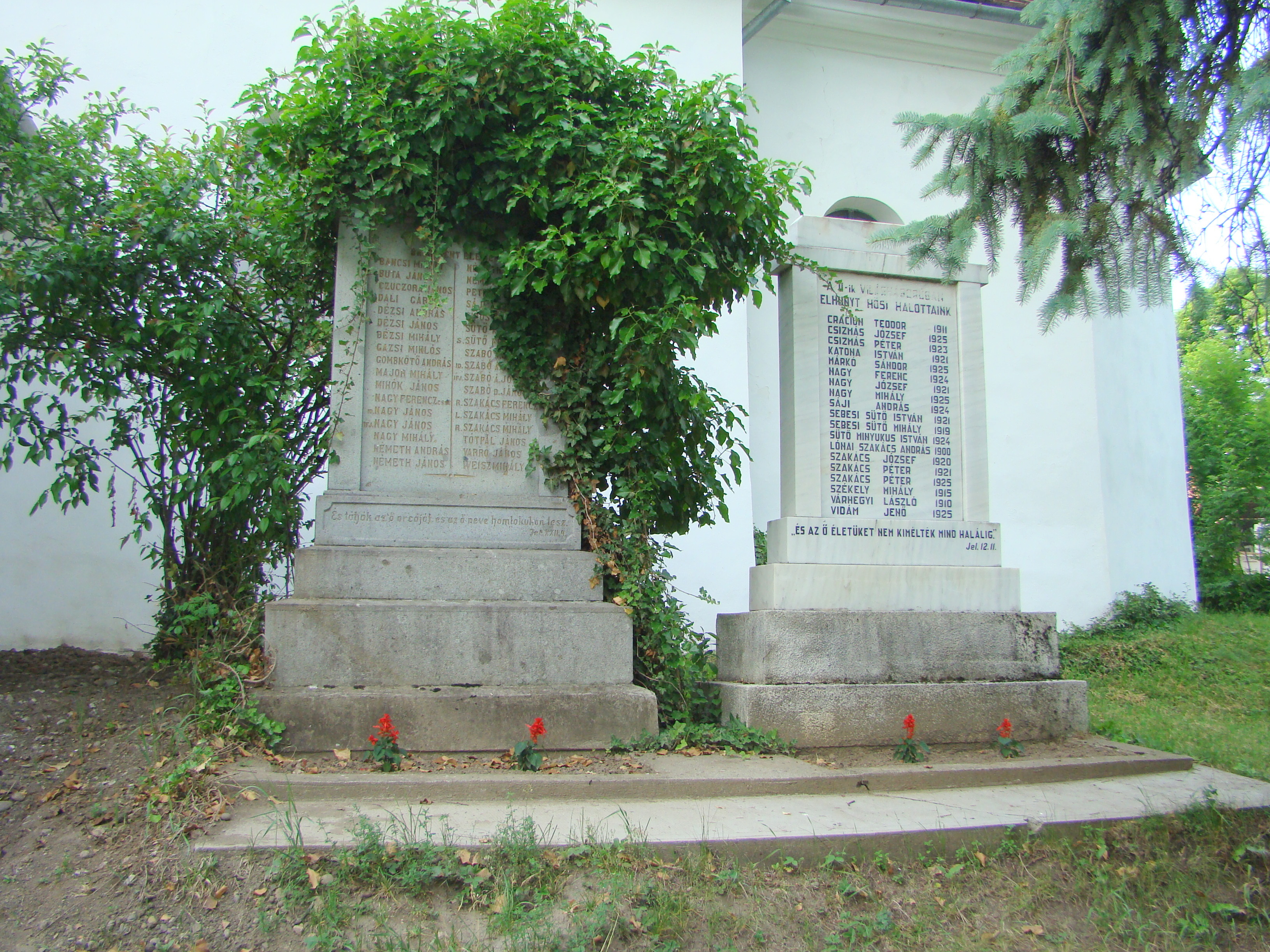
Monumentul eroilor